# Højres Fond
Højres Fond stiftedes i 1883 som et finansieringsorgan for partiet Højre. I forbindelse med stiftelsen af Det Konservative Folkeparti blev den gamle fond i efteråret 1915 ophævet, og erstattet af Den Konservative Fond. Allerede i 1918 viste det reorganiserede parti sig ikke at omfatte alle konservative grupper, og Højres Fond blev genstiftet som en uafhængig fond uden tilknytning til partiet. Siden har fonden med privat indsamlede midler bl.a. støttet forsvarssagen, det danske mindretal i Sydslesvig og kampagner for at hindre grundlovsændringer i 1939 og 1953. Desuden har man "finansieret anerkendte historiske og videnskabelige værker om den samfundsmæssige udvikling i Danmark fra 1864 til 1901 med den hensigt at påvise, at Danmark dengang blev styret med forstand og ansvarsbevidst af de gamle højreregeringer". Den sidstnævnte opgave førte til, at professor Hans Chr. Johansen i 1962 for fonden skrev "Den økonomiske og sociale udvikling i Danmark 1864—1901". 
Jack G. Westergaard var i en længere årrække formand for fonden. Den nuværende formand er godsejer Claus de Neergaard til Gunderslevholm.